# Kolonia Sierakowo
Kolonia Sierakowo-Kolonia – nieoficjalna kolonia wsi Sierakowo Słupskie w Polsce położona w województwie pomorskim, w powiecie słupskim, w gminie Kobylnica.
Miejscowość położona jest na Równinie Słupskiej.
W latach 1975–1998 miejscowość administracyjnie należała do województwa słupskiego.
Inne miejscowości o nazwie Sierakowo: Sierakowo, Sieraków, Sierakowice